# Sphecodes hemirhodurus
Sphecodes hemirhodurus là một loài Hymenoptera trong họ Halictidae. Loài này được Cockerell mô tả khoa học năm 1921.